# 미키성

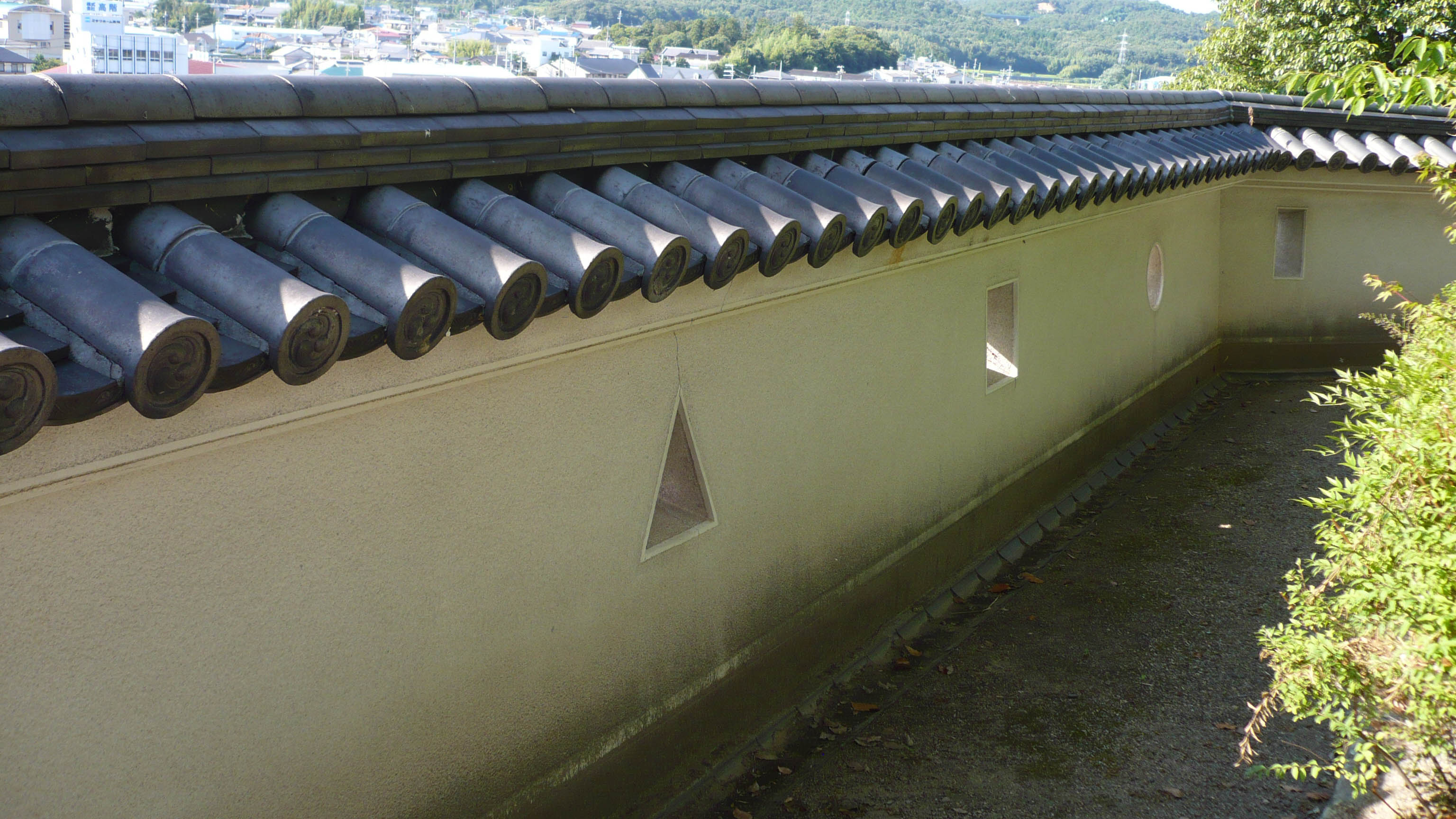

미키성(일본어: 三木城 미키조[*])은 효고현 미키시 우에노마루 정에 있었던 평산성이다. 다른 이름으로는 가마야마 성(釜山城) 또는 벳쇼 성(別所城)으로 불렸다.

## 개요
1578년부터 1년 10개월 동안 오다 가문의 하시바 히데요시와 이 지역 소영주 벳쇼 나가하루간의 전투로 익히 잘 알려진 성이다. 이 전투가 있을 때 하리마 동부 지역은 벳쇼 가문의 영향하에 있었다. 하지만, 하시바 히데요시의 집요한 공격 끝에 히데요시의 승리로 끝이 났다.
본래 성곽은 현재 미키 시가지부분도 포함하고 있지만, 혼마루 주변만 우에노마루 공원(上の丸公園)으로 정비되었다. 공원내에는 벳쇼 나가하루의 동상과 그를 기리는 가비가 세워져있다. 또, 성밖과 연결되어 있다는 간칸이도(かんかん井戸: 간칸 우물)가 있다. 공원 주변에는 미키시립도서관과 나메라 상가(滑原商店街)가 있다.
매년 5월 5일에는 벳쇼 나가하루를 기리는 벳쇼 공(公) 봄 축제가 열린다.

## 역사
무로마치 시대 ~ 센고쿠 시대
- 1492년 아카마쓰 가문의 가신인 벳쇼 나가하루의 고조부인 벳쇼 노리하루가 가마야마 성을 축성한다.
- 1530년 아카마쓰 가문에 반기를 든 우라가미 무라무네에게 성이 함락되어, 미키 성주 벳쇼 나리하루는 성을 버리고 도주한다.
- 1531년 우라가미 무라무네가 죽자 벳쇼 나리하루는 성을 탈환한다.

아즈치모모야마 시대 ~ 에도 시대
- 1578년 하시바 히데요시의 미키 성 공격이 시작된다. (미키 전투)
- 1580년 히데요시에게 성이 함락되었고, 이 무렵 천수가 증축된다.
- 1600년 세키가하라 전투에서 동군에 속한 이케다 데루마사가 하리마 일국에 이봉되어 이 지역을 다스린다. 이때 미키 성은 히메지성의 지성(枝城)으로 되었다.
- 1617년 일국 일성령으로 성은 폐성된다.
- 1619년 제2대 쇼군 도쿠가와 히데타다의 명령에 따라 아카시성이 축조되었고, 이때 미키 성의 부재가 사용되었다.

## 교통
- 고베 전철 미키우에노하루 역 하차 도보로 3분

## 같이 보기
- 미키 전투